# 原田満生
原田 満生（はらだ みつお、1965年 - ）は、福岡県出身の映画美術監督。

## 作品
特記のないものはすべて美術監督。

### 映画
- 愚か者 傷だらけの天使（1998年、阪本順治監督）
- 顔 (2000年の映画)（2000年、阪本順治監督）
  - 第55回毎日映画コンクール／美術賞[2]
- ざわざわ下北沢（2000年、市川準監督）
  - 第20回藤本賞／特別賞
  - 第55回毎日映画コンクール／美術賞
- 真心（2001年、前田良輔監督）
- 青い春（2001年、豊田利晃監督）
- KT (映画)（2001年、阪本順治監督）
- ナイン・ソウルズ（2001年、豊田利晃監督）
- この世の外へ クラブ進駐軍（2003年、阪本順治監督）
- 空中庭園（2003年、豊田利晃監督）
- 亡国のイージス（2005年、阪本順治監督）
  - 第29回日本アカデミー賞／優秀美術賞
- 魂萌え!（2007年、阪本順治監督）
- 東京タワー 〜オカンとボクと、時々、オトン〜（2007年、松岡錠司監督）
  - 第31回日本アカデミー賞／優秀美術賞
- 闇の子供たち（2008年、阪本順治監督）
- 歓喜の歌 (落語)（2008年、松岡錠司監督）
- シェイキング東京（2008年、ポン・ジュノ監督）
- 蘇りの血（2009年、豊田利晃監督）
- スノープリンス 禁じられた恋のメロディ（2009年、松岡錠司監督）
- 座頭市 THE LAST（2010年、阪本順治監督）
- まほろ駅前多田便利軒（2011年、大森立嗣監督）
- 大鹿村騒動記（2011年、阪本順治監督）
- テルマエ・ロマエ（2012年、武内英樹監督）
  - 第36回日本アカデミー賞／優秀美術賞
- I'M FLASH!（2012年、豊田利晃監督）[3]
- 北のカナリアたち（2012年、阪本順治監督）
  - 第36回日本アカデミー賞／優秀美術賞
- 舟を編む（2013年、石井裕也監督）
  - 第68回毎日映画コンクール／美術賞
  - 第37回日本アカデミー賞／優秀美術賞
- 許されざる者（2013年、李相日監督）
  - 第37回日本アカデミー賞／優秀美術賞
- モンスターズクラブ（2012年、豊田利晃監督） ※エグゼクティブ・プロデューサー
- 人類資金（2013年、阪本順治監督）
- テルマエ・ロマエII（2014年、武内英樹監督）
- バンクーバーの朝日（2014年、石井裕也監督）
- 深夜食堂（2015年、松岡錠司監督）[4]
- エミアビのはじまりとはじまり（2016年、渡辺謙作監督）
- 団地 (映画)（2016年、阪本順治監督）
- 続・深夜食堂（2016年、松岡錠司監督）[5]
- 追憶 (2017年の映画)（2017年、降旗康男監督）
- エルネスト（2017年、阪本順治監督）[6]
- 散り椿（2018年、木村大作監督）
  - 第42回日本アカデミー賞／優秀美術賞
- 日日是好日（2018年、大森立嗣監督）[7]
  - 第73回毎日映画コンクール／美術賞
- 半世界（2019年、阪本順治監督）
- 空母いぶき（2019年、若松節朗監督）
- 一度も撃ってません（20２０年、阪本順治監督）
- 弟とアンドロイドと僕（2022年、阪本順治監督）
- 冬薔薇（2023年、阪本順治監督）
- せかいのおきく（2023年、阪本順治監督）

### テレビドラマ
- 深夜食堂（2009年、松岡錠司監督）
- 深夜食堂 第二部（2011年、松岡錠司監督）
- かなたの子（2013年、大森立嗣監督）
- 深夜食堂 第三部（2014年、松岡錠司監督、山下敦弘監督、熊切和嘉監督、野本史生監督）
- おかしの家（2015年、石井裕也監督）[8][9]

### Netflixドラマ
- 深夜食堂（2016年、松岡錠司監督）